# Хёнер, Манфред
Манфред Хёнер (нем. Manfred Höner) — немецкий футбольный тренер и функционер. Возглавлял национальную сборную Нигерии, которая стала финалистом Кубка африканских наций 1988 года. В качестве тренера олимпийской сборной Нигерии принимал участие в Олимпийских играх 1988 года.

## Биография
С 1987 года по 1988 год возглавлял национальную сборную Нигерии. В марте 1988 года руководил нигерийцами на Кубке африканских наций в Марокко. Нигерия смогла дойти до финала, однако в решающей игре уступила Камеруну с минимальным счётом (0:1).
В сентябре 1988 года Хёнер являлся главным тренером олимпийской сборной Нигерии, которая принимала участие летних Олимпийские игры в Сеуле. В своей группе нигерийцы заняли последнее четвёртое место, уступив Югославии, Австралии и Бразилии.
В 1991 году возглавлял немецкий клуб «Айнтрахт» из города Трир, игравший в Оберлиге Юго-Запад. В 2001 году работал в Национальном олимпийском комитете Коста-Рики. В 2004 году являлся директором Федерации футбола Катара.

## Достижения
- Серебряный призёр Кубка африканских наций: 1988